# Руперт I фон Кастел
Руперт I фон Кастел (на немски: Rupert I (II) zu Castell; Ruprecht I (IV) von Castell; * ок. 1140; † сл. 1223/1234) от род Кастел е от 1190 г. господар, от 1205 г. първият „comes“ (граф) на графство Кастел.
Той вероятно е син на Рупрехт III фон Кастел († 1193). Руперт I се жени и има три сина:
- Лудвиг († 1228), кръстоносец
- Руперт II († 1234/1240), от 1223 г. граф на Кастел
- Марквард († ок. 1254), каноник във Вюрцбург